# Villiers-le-Pré
Villiers-le-Pré ist eine Ortschaft und eine ehemalige französische Gemeinde im Département Manche in der Region Normandie. Sie gehörte zum Kanton Saint-Hilaire-du-Harcouët im Arrondissement Avranches.
Mit Wirkung vom 1. Januar 2017 wurden die bisherigen Gemeinden Saint-James, Argouges, Carnet, La Croix-Avranchin, Montanel, Vergoncey und Villiers-le-Pré zur namensgleichen Commune nouvelle Saint-James zusammengelegt. Die ehemaligen Gemeinden haben in der neuen Gemeinde den Status einer Commune déléguée. Der Verwaltungssitz befindet sich im Ort Saint-James.

## Lage
Nachbarorte von Villiers-le-Pré sind La Croix-Avranchin im Norden, die Commune déléguée Saint-James im Osten, Carnet im Südosten, Argouges im Süden, und Vessey im Westen.

## Bevölkerungsentwicklung
| Jahr      | 1962 | 1968 | 1975 | 1982 | 1990 | 1999 | 2008 | 2015 |
| --------- | ---- | ---- | ---- | ---- | ---- | ---- | ---- | ---- |
| Einwohner | 270  | 256  | 246  | 203  | 198  | 196  | 192  | 190  |

## Sehenswürdigkeiten

Kirche Saint-Pierre

- Kirche Saint-Pierre